# Sugilith
Sugilith (auch Sugilit) ist ein selten vorkommendes Mineral aus der Mineralklasse der „Silikate und Germanate“ und hat die vereinfachten Zusammensetzung [12]K2[9]Na[6](Fe3+,Mn3+,Al)2[4]Li3[4][Si12O30], ist also chemisch gesehen in der idealisierten Form ein Kalium-Natrium-Eisen-Lithium-Silikat. Strukturell gehört er zu den Ringsilikaten. Die in den runden Klammern angegebenen Elemente Eisen, Mangan und Aluminium können sich in der Formel jeweils gegenseitig vertreten (Substitution, Diadochie), stehen jedoch immer im selben Mengenverhältnis zu den anderen Bestandteilen des Minerals. Die hochgestellten und von eckigen Klammern umgebenen Zahlen geben die Koordinationszahl für das jeweilige Element an.
Sugilith kristallisiert mit hexagonaler Symmetrie und entwickelt nur selten größere Kristalle, die dann allerdings bis etwa zwei Zentimeter groß werden können und deren Oberflächen einen glasähnlichen Glanz aufweisen. Meist findet sich Sugilith in Form körniger bis massiger Mineral-Aggregate. Sugilith ist bräunlich gelb, oft aber durch Mangangehalte von kräftig violetter bis magentaähnlichen Farbe. Auf der Strichtafel hinterlässt Sugilith jedoch einen weißen Strich.
Sugilith findet ausschließlich Verwendung als Schmuckstein.

## Etymologie und Geschichte
Sugilith wurde 1944 von Professor Ken-ichi Sugi auf der kleinen Insel Iwagi in der Seto-Inlandsee entdeckt, die zur Präfektur Ehime Japans gehört. Analysiert und beschrieben wurde das Mineral 1976 durch Nobuhide Murakami, Toshio Kato, Yasunori Miúra, Fumitoshi Hirowatari, die es nach seinem Entdecker benannten.

## Klassifikation
In der veralteten 8. Auflage der Mineralsystematik nach Strunz war der Sugilith noch nicht aufgeführt.
In der zuletzt 2018 überarbeiteten Lapis-Systematik nach Stefan Weiß, die formal auf der alten Systematik von Karl Hugo Strunz in der 8. Auflage basiert, erhielt das Mineral die System- und Mineralnummer VIII/E.22-110. Dies entspricht der Klasse der „Silikate“ und dort der Abteilung „Ringsilikate“, wo Sugilith zusammen mit Agakhanovit-(Y), Almarudit, Armenit, Berezanskit, Brannockit, Chayesit, Darapiosit, Dusmatovit, Eifelit, Emeleusit, Faizievit, Friedrichbeckeit, Klöchit, Lipuit, Merrihueit, Milarit, Oftedalit, Osumilith, Osumilith-(Mg), Poudretteit, Roedderit, Shibkovit, Sogdianit, Trattnerit, Yagiit und Yakovenchukit-(Y) die „Doppelte Sechserringe [Si12O30]12− – Milarit-Osumilith-Gruppe“ mit der Systemnummer VIII/E.22 bildet.
Die von der International Mineralogical Association (IMA) zuletzt 2009 aktualisierte 9. Auflage der Strunz’schen Mineralsystematik ordnet den Sugilith in die erweiterte Klasse der „Silikate und Germanate“, dort aber ebenfalls in die Abteilung „Ringsilikate (Cyclosilikate)“ ein. Diese ist weiter unterteilt nach der Zähligkeit und Multiplizität der Silikatringe. Das Mineral ist hier entsprechend seinem Aufbau in der Unterabteilung „[Si6O18]12−-Sechser-Doppelringe“ zu finden, wo es zusammen mit Almarudit, Armenit, Berezanskit, Brannockit, Chayesit, Darapiosit, Dusmatovit, Eifelit, Friedrichbeckeit, Klöchit, Merrihueit, Milarit, Oftedalit, Osumilith, Osumilith-(Mg), Poudretteit, Roedderit, Shibkovit, Sogdianit, Trattnerit und Yagiit die „Milaritgruppe“ mit der Systemnummer 9.CM.05 bildet.
Die vom „Hudson Institute of Mineralogy“ in der Mineraldatenbank „Mindat.org“ weitergeführte Strunz-Klassifikation in der 9. Auflage führt den Sugilith unverändert in der Abteilung der „Ringsilikate“ (englisch [Cyclosilicates) und dort in der Unterabteilung „Sechser-Doppelringe“ (englisch Si6O18]2- 6-membered double rings) zusammen mit den zuvor aufgeführten Mineralen der Milarit-Gruppe sowie den neu hinzugekommenen Mineralen Aluminosugilith und Laurentthomasit und dem verwandten Mineral Faizievit.
In der vorwiegend im englischen Sprachraum gebräuchlichen Systematik der Minerale nach Dana hat Sugilith die System- und Mineralnummer 63.02.01a.09. Das entspricht ebenfalls der Klasse der „Silikate“ und dort der Abteilung „Ringsilikate: Kondensierte Ringe“. Hier findet er sich innerhalb der Unterabteilung „Ringsilikate: Kondensierte, 6-gliedrige Ringe“ in der „Milarit-Osumilith-Gruppe (Milarit-Osumilith-Untergruppe)“, in der auch Brannockit, Chayesit, Darapiosit, Eifelit, Merrihueit, Osumilith, Osumilith-(Mg), Poudretteit, Yagiit, Dusmatovit, Milarit, Sogdianit, Roedderit, Berezanskit, Shibkovit, Trattnerit, Almarudit, Oftedalit, Klöchit und Friedrichbeckeit eingeordnet sind.

## Chemismus
Sugilith hat die Endgliedzusammensetzung [C]K[B]Na2[A]Fe3+2[T2]Li3[T1]Si12O30 und ist das Fe-Analog von Aluminosugilith. Die empirischen Zusammensetzungen von Sugilith bekannter Vorkommen sind 
- [C](K0,81Na0,19) [B](Na0,64(H2O)0,91□0,45) [A](Fe3+1,32Na+0,59Ti4+0,06Fe2+0,03) [T2](Li+2,12Al0,59Fe3+0,29) [T1]Si12O30 (Typlokalität, etwas verunreinigt durch Pektolith-Einschlüsse),[12]
- [C]K1,00 [B](Na1,765□0,235) [A](Fe3+1,124Al3+0,496Mn3+0,304) [T2]Li+3 [T1]Si12O30 (Wessels Mine, Li-Gehalte berechnet)[13]

wobei in den hochgestellten, eckigen Klammern die Position in der Kristallstruktur angegeben ist.
Sugilith bildet lückenlose Mischkristalle mit Aluminosugilith und dem hypothetischen Mangan-Sugilith entsprechend der Austauschreaktionen
- [A]Fe3+ = [A]Al3+ (Aluminosugilith)
- [A]Fe3+ = [A]Mn3+

Die Mangangehalte der Sugilithe aus Südafrika sind verantwortlich für die intensiv violette Farbe dieser Sugilithe.

## Kristallstruktur
Sugilith kristallisiert mit hexagonaler Symmetrie der Raumgruppe P6/mcc (Raumgruppen-Nr. 192) und den Gitterparametern a = 10,009 Å und c = 14,006 Å sowie zwei Formeleinheiten pro Elementarzelle.
Sugilith ist isotyp zu Milarit, d. h., es kristallisiert mit der gleichen Struktur wie Milarit. Die 12-fach koordinierte C-Position ist vollständig besetzt mit Kalium (K+), die 9-fach koordinierte B-Position vollständig mit Natrium (Na+). Eisen (Fe3+), Aluminium (Al3+) und Mangan (Mn3+) füllen die 6-fach koordinierte A-Position und die tetraedrisch koordinierten T2-Position enthält Lithium (Li+). Silizium (Si4+) besetzt die T1-Position, die die 6er-Doppelringe aufbaut.

## Bildung und Fundorte

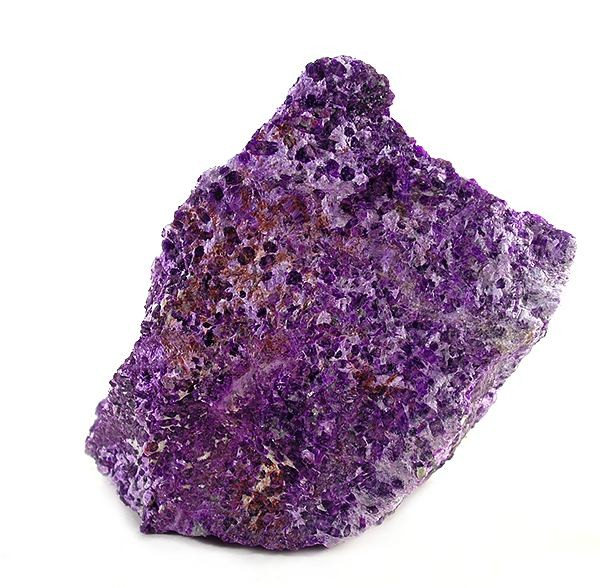
Etwa 2 mm große, dunkelviolette Sugilithkristalle, eingewachsen in einer Matrix aus massigem Sugilith aus der „Wessels Mine“ (Größe: 6,5 × 3,7 × 2,9 cm)

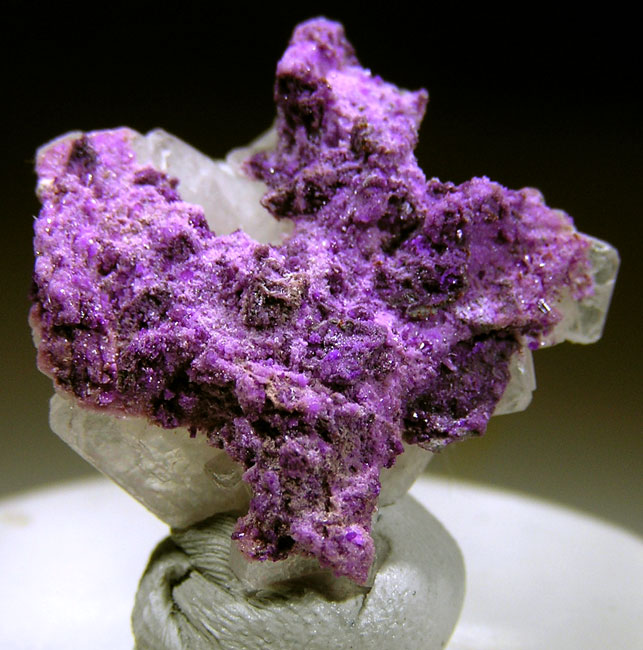
Sugilith-Kristallrasen auf blättrigem Baryt aus dem gleichen Fundort (Größe: 2,4 × 2,1 × 1,2 cm)

Sugilith bildet sich hydrothermal als Bestandteil alkalischer, aegirinhaltiger Syenite. Als Begleitminerale (Paragenesen) können neben Aegirin unter anderem noch Albit, Allandit, Andradit, Apatit, Pektolith, Quarz, Titanit und Zirkon auftreten.
Als seltene Mineralbildung konnte Sugilith nur an wenigen Orten nachgewiesen werden, wobei bisher etwas mehr als 10 Vorkommen dokumentiert sind (Stand 2024). Neben seiner Typlokalität Iwagi ist das Mineral in Japan nur aus der Manganerzgrube „Furumiya“ auf der Insel Shikoku bekannt.
Bekannt aufgrund reichhaltiger, auch kristalliner, Sugilithfunde ist vor allem die „Wessels Mine“ nahe Hotazel in den Manganerzfeldern der Kalahari in Südafrika.
Weitere bisher bekannte Fundorte sind unter anderem die „Woods Mine“ bei Tamworth und die „Hoskins Mine“ bei Grenfell im australischen Bundesstaat New South Wales, die „Cerchiara Mine“ bei Borghetto di Vara (Ligurien) und Castagnola in der Gemeinde Vagli di Sotto (Toskana) in Italien, der Steinbruch „Poudrette“ am Mont Saint-Hilaire in Kanada, die „N’Chwaning Minen“ bei Kuruman und das Bohrloch „AKH49“ bei Sishen in Südafrika sowie der Gletscher Dara-i-Pioz (Darai-Pioz) im Alai-Gebirge in Tadschikistan.

## Verwendung

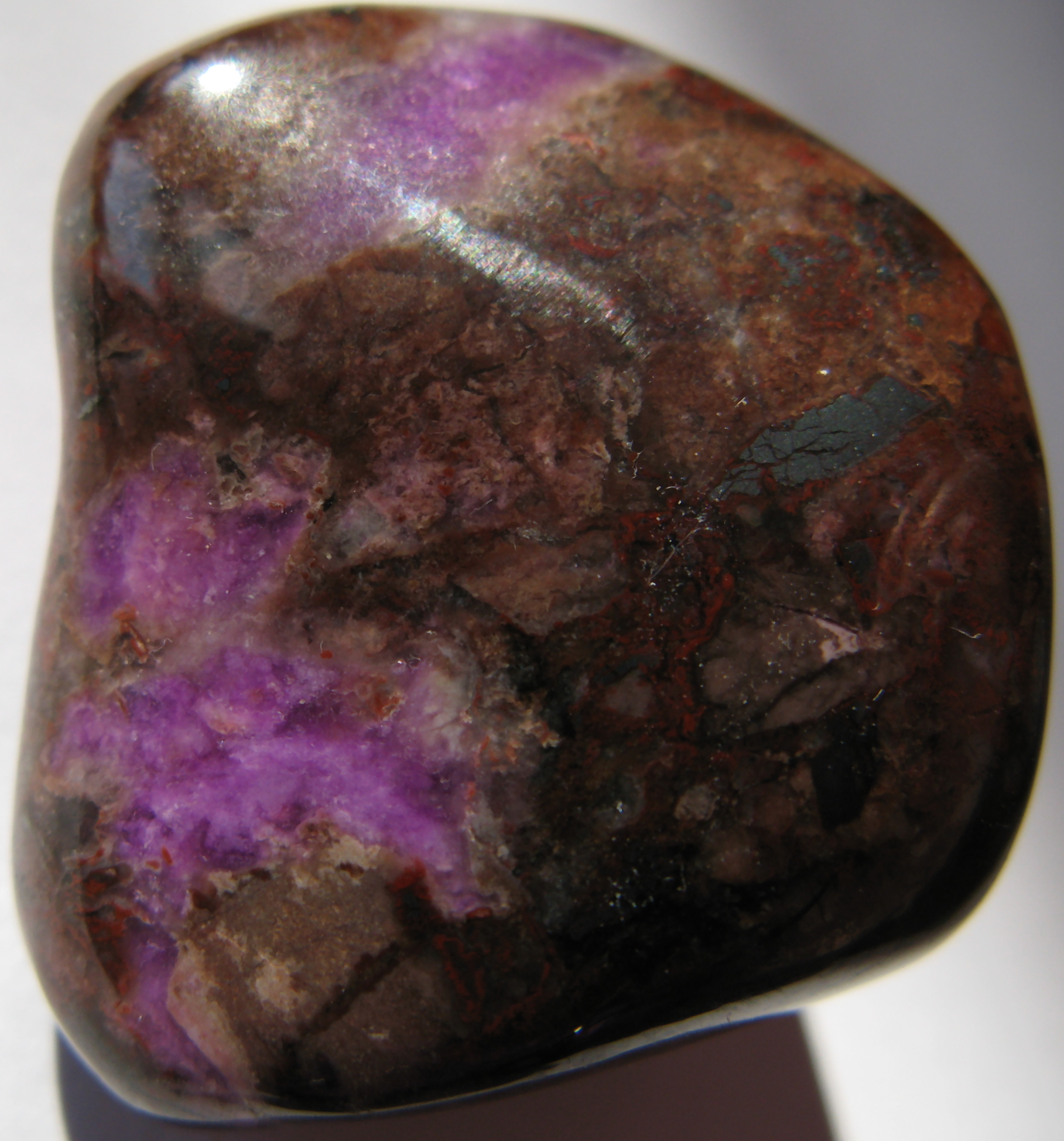
Sugilith im Muttergestein als Trommelstein

Sugilith wird je nach Qualität und Farbenspiel zu verschiedenen Schmucksteinformen verschliffen und entweder im Tafelschliff, als Cabochon oder als Trommelstein angeboten.
Qualitativ hochwertiger Sugilith hat leuchtende violette bis rötliche Farben und ist stets etwas transparent. Aufgrund der Knappheit der aktuellen Vorkommen wird oft das Nebengestein (grau, braun, rot, schwarz, …) ebenfalls als Sugilith verkauft. Gute Sugilithe erkennt man an ihren kräftigen, leuchtenden Farben. Bei Lampenlicht sind Sugilithe für gewöhnlich stark rötlich und leuchten weniger als bei Sonnenlicht. Bei Beleuchtung mit weißen LEDs „leuchten“ bzw. strahlen die Farben guter Sugilithe besonders intensiv.
Schlechtes Material ist leicht zu erkennen. Es zeigt oft nur wenig und schlecht gefärbte Anteile an Sugilith im Muttergestein, wobei diese Sugilithanteile vor allem eher rötlich sind. Das „Strahlen“ bzw. „Leuchten“ der Farben fehlt meist völlig oder ist nur äußerst schwach ausgeprägt. Bei einigen guten Sugilithen ist es allerdings oft auch nicht zu umgehen, dass viel Muttergestein erhalten bleibt.

## Esoterik
In Esoterikerkreisen ist Sugilith auch unter den Handelsnamen Luvulith und Royal Azel bekannt und wird entweder als Siderisches Pendel oder als Amulett bzw. Heilstein mit angeblich harmonisierender Wirkung auf Nerven und Gehirn verwendet. Letzteres ist wissenschaftlich jedoch nicht erwiesen.